# 大農令
大農令（だいのうれい）は、古代中国の前漢の一時期、紀元前144年か紀元前143年から、紀元前104年まであった官職である。農業、商業、国家財政を掌った。大農令を長官とする機関を大農と称したが、大農で長官を指すこともあった。

## 改称時期
大農令は景帝が治粟内史を改称して成立したものである。
その時期を、『史記』景帝紀では景帝中6年（紀元前144年）4月に治粟内史を大農としたとする。多くの官の改称を列挙した中の一つである。
しかるに『漢書』の景帝紀は、この年の12月に「諸官の名を改めた」と個々の官名はあげずに記す。
ところが、『漢書』百官公卿表は景帝後元年（紀元前143年）に治粟内史から大農令に変更したとして、一年ずれる。百官公卿表は、『史記』が大農令と同時に改称したとする多くの諸官について景帝中6年（紀元前144年）の改称とするのに、『史記』には現れない衛尉への改称と、この大農令への改称だけは、景帝後元年（紀元前143年）と記す。
太初元年（紀元前104年）に大司農と改称した。

## 職掌と下部機関
治粟内史、大司農と同じく、穀貨を掌った。農業、商業と、その産物である穀物・貨幣の保管である。穀貨が納入されてから支出されるまでを管理し、国家財政をつかさどった。漢には別に帝室財政を掌握する少府があり、大農に匹敵・凌駕する規模があった。武帝時代から、後述の均輸・平準法により、様々な物資の輸送と売買も行うようになった。
補佐する丞が二人ついた。大農丞という。
下部機関に太倉、均輸、平準、都内、籍田があり、それぞれ太倉令、均輸令、平準令、都内令、籍田令を長官とした。鉄市長を長官とする鉄市もあった。地方の郡国にある諸々の倉、農監、都水の長も配下とした。
太倉は都にある穀物倉を、都内は銭貨を出納し、籍田は官営の農地を管理した。
均輸は元鼎2年（紀元前114年）、平準は元封元年（紀元前110年）に、均輸・平準法の一環として設けられた。平準設置時には数十人の大農部丞が地域を分担し、郡に輸官または均輸官（長官は均輸長）を置した。大農部丞は、似た名の大農丞とは別の、より下の官職である。

## 大農令の人物
- 恵（姓は不明） - 景帝後2年見[6]
- 韓安国 - 建元3年（紀元前138年）任[6] - 建元6年（紀元前135年）免[6]
- 殷（姓は不明） - 建元6年（紀元前135年）任[6]
- 鄭当時 - 元光5年（紀元前130年）任[6] - 元狩4年（紀元前119年）免[7]
- 顔異 - 元狩4年（紀元前119年）任[7] - 元狩6年（紀元前117年）死
- 正夫（姓は不明） - 元狩6年（紀元前117年）任[7]
- 孔僅 - 元鼎2年（紀元前115年）見[7]
- 客（姓は不明） - 元鼎4年（紀元前113年）見[7]
- 張成 - 元鼎6年（紀元前111年）見[7]、同年死[8]